# Раноди, Ласло
Ла́сло Ра́ноди (венг. Ranódy László; 14 сентября 1919, Сомбор, Королевство Сербов, Хорватов и Словенцев, ныне Сербия — 14 октября 1983, Будапешт, Венгрия) — венгерский кинорежиссёр и сценарист.

## Биография
Получил юридическое образование. Известен склонностью к экранизациям венгерской классической литературы.
Супруга Каталина Коциан.

## Фильмография

### Режиссёр
- 1949 — Матьи Лудаш / Lúdas Matyi
- 1952 — Восстало море / Föltámadott a tenger (совместно с Михаем Семешем[венг.] и Кальманом Надашдем[венг.], в советском прокате «Грозовые годы»)
- 1954 — Аристократическая любовь / Hintónjáró szerelem
- 1956 — Пропасть / Szakadék (по Йожефу Дарвашу)
- 1958 — Преступник неизвестен / A tettes ismeretlen
- 1959 — Кого провожает жаворонок / Akiket a pacsirta elkísér
- 1960 — Будь здоров до самой смерти / Légy jó mindhalálig (по Жигмонду Морицу)
- 1965 — Жаворонок / Pacsirta (по Дежё Костоланьи, в советском прокате «Любимый деспот»)
- 1967 — Золотой дракон / Aranysárkány (по Дежё Костоланьи)
- 1968 — Мозаика города Бая / Bajai mozaik
- 1969 — Это случилось в сентябре / Elindult szeptemberben (ТВ)
- 1973 — Розарий на шести хольдах / Hatholdas rózsakert
- 1973 — Китайский кувшин / Kínai kancsó (ТВ)
- 1974 — Ключ / A kulcs (ТВ)
- 1974 — Купание / Fürdés (ТВ)
- 1975 — Бунтующий класс / Zendül az osztály (ТВ)
- 1976 — Сиротка / Árvácska (по Жигмонду Морицу)
- 1980 — Я вижу цветные сны / Színes tintákról álmodom (по Жигмонду Морицу)

### Сценарист
- 1958 — Преступник неизвестен / A tettes ismeretlen
- 1963 — Египетская история / Egyiptomi történet
- 1973 — Розарий на шести хольдах / Hatholdas rózsakert
- 1976 — Сиротка / Árvácska
- 1980 — Я вижу цветные сны / Színes tintákról álmodom

### Актёр
- 1939 —  / Karosszék Járókelõ

## Награды
- 1956 — премия имени Кошута
- 1956 — Специальный приз жюри Кинофестиваля в Карловых Варах («Пропасть»)
- 1964 — Золотая пальмовая ветвь 17-го Каннского кинофестиваля («Жаворонок»)
- 1969 — Заслуженный артист ВНР
- 1976 — приз Кинофестиваля в Карловых Варах («Сиротка»)
- 1977 — Народный артист ВНР